# Belp
Belp est une commune suisse du canton de Berne, située dans l'arrondissement administratif de Berne-Mittelland.

## Géographie
Belp est une ville du Plateau suisse, située dans la vallée de la Gürbe, à 10 kilomètres à vol-d’oiseau de Berne.
L'aéroport de Berne est situé près de Belp. Malgré sa proximité avec Berne, Belp reste une commune plutôt rurale.

## Histoire
Des fouilles archéologiques ont montré que la région de Belp était déjà peuplée aux environs de 1200 av. J.-C.
La première mention documentaire de Belp remonte à 1107. L'église de Belp figure en 1228 pour la première fois dans la liste des églises de l'évêché de Lausanne.
Au château Hohburg, construit 1125, les barons de Belp-Montenach résidaient. En 1298 les barons luttaient aux côtés de Fribourg contre la ville de Berne.
Les barons durent céder Belp à la ville de Berne. En 1803, Belp devint le siège du district de Seftigen.

## Transport
- Sur la ligne ferroviaire Berne - Belp - Thoune, ligne S3, S4 et S44
- Autoroute A6, sortie 14 (Rübigen)
- L’aéroport international de Berne a été ouvert en 1929.
- Lignes de bus pour Berne et Konolfingen

## Curiosités
- Église Saints-Pierre-et-Paul
- Ancien château, construit au XVIe siècle
- Nouveau château, bâtiment baroque construit en 1740
- Statue de Notre dame Christine Grutzner par Bajamin Buchou